# Тиљионе (Асти)
Тиљионе је насеље у Италији у округу Асти, региону Пијемонт.
Према процени из 2011. у насељу је живело 225 становника. Насеље се налази на надморској висини од 164 м.